# Chuck Campbell
Chuck Campbell, właśc. Charles Campbell (ur. 5 sierpnia 1969 w Halifaksie) – kanadyjski aktor.
Od 2004 występował w roli technika w serialu sci-fi Gwiezdne wrota: Atlantyda. Pojawił się m.in. w horrorach: Jason X (2001) i Ulice strachu: Ostatnia odsłona (2000).
Mieszkał w Vancouver.